# Jason Marsden
Jason Christopher Marsden (født 3. januar 1975) er en amerikansk skuespiller og stemmeskuespiller. Han er bedst kendt for at have spillet rollen som «Rich Halke» i TV-serien Step by Step og for have lagt stemme til Disney-figuren Max.